# Пентала Харікрішна
Пентала Харікрішна (10 травня 1986, Гунтур) — індійський шахіст, гросмейстер. 12 вересня 2001 року став наймолодшим гросмейстером в історії індійських шахів (відтоді його рекорд побив Парімар'ян Негі. Чемпіон Співдружності 2001, чемпіон світу серед юніорів 2004 і чемпіон Азії в особистому заліку 2011.
Переміг на Тата Стіл 2012 у групі B і Біль 2013 у групі B. Представляв Індію на семи шахових олімпіадах від 2000 до 2012 року виграв бронзу на командному чемпіонаті світу 2010 в командному заліку. На командному чемпіонаті Азії здобув одну золоту і дві срібні медалі в командному заліку, а також одну бронзову — в особистому.
У лютому 2013 року рейтинг Ело Харікрішни вперше перетнув позначку 2700 пунктів.
Його рейтинг на березень 2020 року — 2719 (27-ме місце у світі, 3-тє серед шахістів Індії).

## Шахова кар'єра
Харікрішна досягнув значних успіхів як юніор. Ставав чемпіоном Індії до 8 років (1993), до 10 (1995), до 14 (1999), до 15 (1998) і до 18 (1998). Посів 1-ше місце в заліку до 18 років на чемпіонаті Співдружності 1999 року. 1996 року виграв чемпіонат світу до 10 років.
Прогрес Харікрішни був настільки швидким, що в 14 років і 5 місяців він увійшов до складу національної збірної на олімпіаді 2000, де набрав 6,5 очок у 11 партіях і таким чином виконав першу гросмейстерську норму. Невдовзі виконав другу і третю норми, відповідно посівши 5-те місце в Корусі (група B, 6,5/13) і поділивши 7-ме місце на чемпіонаті Азії в особистому заліку (7/11). Цей останній результат не лише гарантував йому гросмейстерське звання, але й приніс путівку на чемпіонат світу ФІДЕ 2002, де в першому турі поступився Олександру Бєлявському.
Одразу ж після цього Харікрішна виграв чемпіонат Співдружності, який проходив у Лондоні. Потім на початку 2002 року на турнірі Hastings Chess Congress посів 1-ше місце, випередивши на тай-брейку Олексія Барсова і Крішнана Сашикірана. Фінішував на пів очка позаду Сашикірана на чемпіонаті Індії «A» 2002 року. Попри низку слабших результатів від липня 2002 до січня 2003 року, які коштували йому 29 пунктів рейтингу, Харікрішна повернув майже всі їх під час наступного рейтингового періоду, посівши 3-тє місце в Гастінґсі та 2-ге місце на чемпіонаті Індії «A» в Мумбаї. На чемпіонаті Великої Британії 2003 року поділив 2-ге місце з Васіліосом Котроніасом і Полом Мотвані, потім в Абу-Дабі поділив 2-ге місце позаду Габріела Саркісяна, разом з Василем Ємеліним, Смбатом Лпутяном і Павлом Коцуром.
Продовжив успішні виступи, поділивши 2-ге місце на Sharjah Open, де на пів-очка відстав від Коцура, поділив 7-ме на Parsvanth Open, поділив 5-те на Tata Open і 2-ге на зональному турнірі в азійській групі 3.1b, який проходив у місті Дакка, на очко позаду Сурьї Гангулі, а також поділив 3-тє місце на GibTelecom Masters, на очко позаду Найджела Шорта. Кілька місяців по тому на сильному турнірі Dubai Open був серед 12-ти учасників, які на пів-очка відстали від переможця Шахріяра Мамед'ярова (посів 6-те місце за додатковими показниками).
Між січнем 2003 і жовтнем 2005 року рейтинг Харікрішни різко підскочив від 2539 до 2673 пунктів і досягнув 2600 в липні 2004 року.
На чемпіонаті світу ФІДЕ 2004, який відбувся в Триполі, Харікрішна в другому раунді поступився на тай-брейку against Василеві Іванчуку з рахунком 3-1, але реабілітувався на Abu Dhabi Open, посівши на тай-брейку 4-те місце, на пів-очка позаду Дмитра Бочарова. Посів 3-тє місце на турнірі Pune Super GM, на очко позаду переможця Лівіу-Дітера Нісіпяну, але здолав того в особистій зустрічі. Ця низка успіхів досягла свого піку у вигляді перемоги на чемпіонаті світу серед юніорів, який проходив у Індії в листопаді 2004 року. На тому турнірі він набрав 10 очок у 13 партіях, на пів-очка попереду Тиграна Петросяна і Чжао Цзюня.
Завдяки цьому успіхові Харікрішну почали запрошувати на сильніші турніри, такі як Бермуди на початку 2005 року, де попри поразку Борису Гельфанду у восьмому раунді, перемоги в останніх двох раундах дозволили йому наздогнати Гельфанда і поділити з ним 1-ше місце. Після цього було even score в Dos Hermanas і 5-те місце за додатковими показниками на HB Global Challenge. Потім Харікрішна почав співробітництво з Елізбаром Убілавою, колишнім тренером Вішванатана Ананда, сподіваючись на покращення своєї гри. Потім переміг на Sanjin Hotel Cup, на очко попереду групи переслідувачів з результатом 8,5/11. Поділив 2-ге місце на the Mainz Ordiz Open. Після An even result на Lausanne Masters здобув перемогу на Essent Crown Group у жовтні 2005 року, набравши 4/6. У грудні на кубку світу 2005 у двох перших раундах переміг Ю Шаотена 3-1 і Джованні Вескові 4-2, але в третьому раунді поступився Дрєєв Олексій Сергійович 2.5-1.5. Потім поділив 2-ге місце в Памплоні, на пів-очка позаду Руслана Пономарьова.

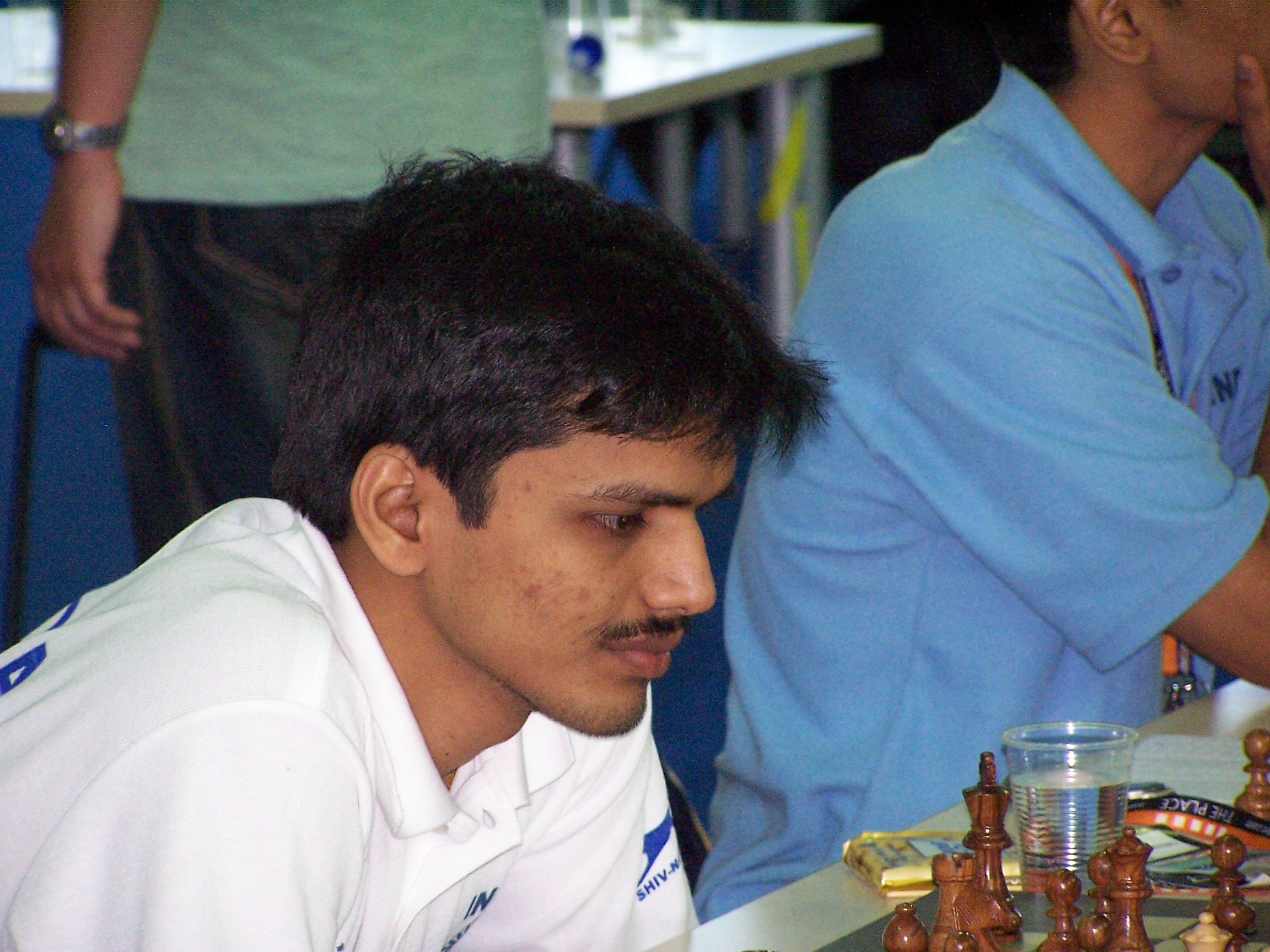
Пентала Харікрішна на 37-й шаховій олімпіаді, Турин, Італія

У березні 2006 року на турнірі Reykjavik Open Харікрішна поділив 1-ше місце (5-те за додатковими показниками) з переможцем Габріелем Саркісяном, Ахмедом Адлі, Шахріяром Мамед'яровим та Ігорем-Александром Натафом з результатом 7/9. Через місяць після участі в 37-й шаховій олімпіаді через показав поганий результат, поділивши останнє місце на Аеросвіт, але потім реабілітувався перемогами на Marx Gyorgy Memorial і на юнацькому чемпіонаті світу з шахів 960, де виграв останні чотири партії проти Аркадія Найдіча 4½–3½
.
2007 рік розпочав погано, набравши 3,5/9 на Аерофлот опен, але реабілітувався на Montreal International, де посів 3-тє місце, в останньому раунді поступившись переможцю Василеві Іванчуку. Поділив 1-ше місце (2-ге за додатковими показниками) на Marx Gyorgy, потім фінішував 20-м на Mainz FiNet Rapid Open. 2007 року програв 3-1 Василеві Іванчуку у фіналі меморіалу Карлоса Торре, а потім за додатковими показниками посів 4-те місце на турнірі Реджо-Емілія.
Харікрішна грав у турнірах не так часто після 2007 року, але посів 4-те місце на Корус 2008 (група B) з результатом 7,5/13, потім взяв участь у кількох командних змаганнях і переміг у вересні 2008 року за додатковими показниками на Spice Cup у Лаббоку. На 21-му меморіалі Карлоса Торре в чвертьфіналі його вибив Яан Ельвест з рахунком 3-2.
Перед останнім раундом турніру Гібралтар в січні 2009 року Харікрішна ділив 1-ше місце, але поступився Петру Свідлеру і в результаті поділив 7-ме місце. Місяць по тому переміг на Ненсі рапід, на очко попереду Георга Маєра. Потім програв три партії поспіль на турнірі Босна 2009 і в підсумку посів 5-те місце, набравши 4/10. Також не зовсім вдало виступив на турнірі присвяченому 200-річчю Цюриха, поділивши 27-ме місце з результатом 6/9. На меморіалі Чигоріна посів 15-те місце на тайбрейку у швейцарському турнірі й виграв бліц-турнір. Наприкінці року допоміг Індії виграти командний чемпіонат Азії.
У січні 2010 року Харікрішна поділив 6-те місце на турнірі Корус (група B) з результатом 6,5/13. Після цього показав поганий результат на чемпіонаті Азії в особистому заліку, посівши за додатковими показниками 23-тє місце і втративши 17 рейтингових пунктів. Дещо реабілітувався, поділивши 1-ше місце з Ельвестом на York International. Поділив 2-ге місце на World Open з результатом 7/9, на пів-очка позаду Віктора Лазнічки, але втратив свої рейтингові здобутки на Canadian Open з результатом 6/9, поділивши 23-тє місце. Сильні результати на Азійських іграх і в Іспанській лізі (зокрема перемога над Максимом Ваш'є-Лагравом), а також переконливий результат на шаховій олімпіаді, допомогли Харікрішні відновити свій рейтинг до 2667 пунктів після невпинного падіння між квітнем 2009 (2686) і липнем 2010 (2645).
In January 2011, he came ninth on tiebreak scoring 7/10 at Gibraltar then sixth on tiebreak with 6.5/9 at Cappelle-la-Grande. May 2011 he won the Asian Chess Championship after tying with Yu Yangyi and Nguyen Ngoc Truong Son 6.5/9, shared second place on 7/9 with Robert Hess and Alejandro Ramirez at the Chicago Open half a point behind Timur Gareev. Harikrishna's form dipped at the New York International scoring only 4.5/9 for shared 25th place, but shared third at the World Open scoring 6.5/9. He struggled at the World Team Championships competing against almost exclusively 2700 rated players, scoring 3.5/9 and was eliminated from the Chess World Cup in the second round 1.5-0.5 by Dmitry Jakovenko.

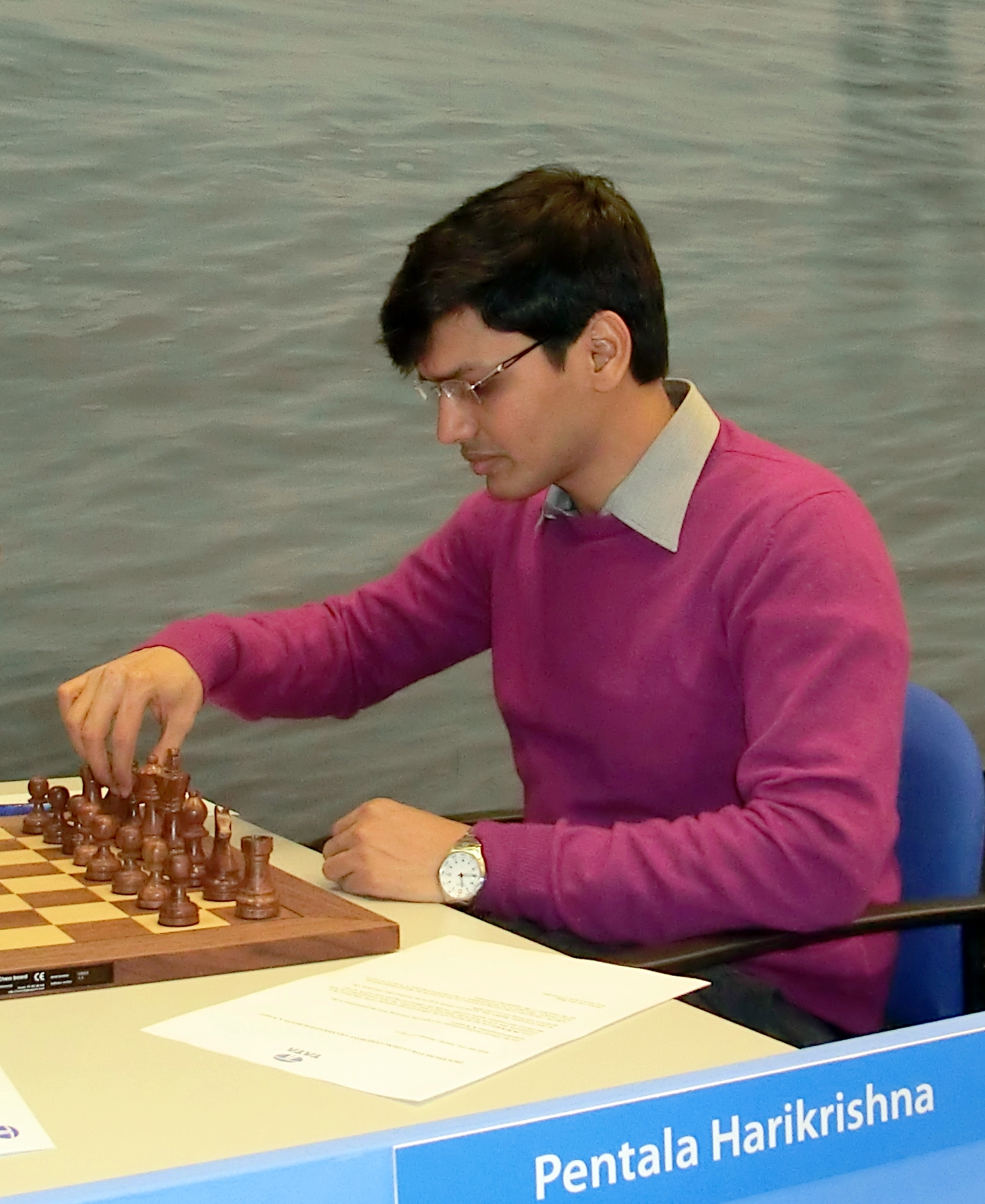
Harikrishna at Tata Steel Group A in 2013

Harikrishna started 2012 in style winning the Group B of Tata Steel, scoring 9/13, half a point ahead of Alexander Motylev and Lazaro Bruzon, earning himself a place in the 2013 Group A followed up with victory at the Cappelle-la-Grande Open on tiebreaks with 7/9. In July, he was third on tiebreaks at the Benasque Open scoring 8/10 and fifth on tiebreaks at the Biel Master event with 7.5/11. Harikrishna rounded off the year with the 40th Chess Olympiad and league games, ending the year at his highest rating so far with 2698.
Making his first appearance in the Tata Steel A group in January 2013, Harikrishna finished in seventh place with 6.5/13 and breaking 2700 for the first time. Despite a collapse of form at the Capablanca Memorial in which Harikrishna scored 3/10, losing four games and failing to win and pushing him back under 2700, his form returned in July with a strong performance in the Greek league, winning at the Biel Masters with 8½/11 and tied fifth place at the HZ Open with an unbeaten 7/9.
In January 2014, Harikrishna finished seventh in the rejigged Tata Steel Masters with 5.5/11 after a last round loss against Boris Gelfand and came 12th on tiebreak scoring 7/10 at Gibraltar soon after. After claiming silver at the Asian Blitz Championship, he played only league games until July when he finished third on tiebreak at Biel. Despite playing for the Indian team at the previous seven Chess Olympiads, he did not participate in the 2014 edition, taking part in the Turkish league instead. At the inaugural Qatar Masters he scored 5.5/9 to tie for 25th place.
Harikrishna started 2015 by scoring 7.5/10 for ninth place by tiebreak at Gibraltar, with several team events following including the World Team Championships in which he scored 5/9. In June, he won the 10th Edmonton International scoring 7.5/9, including a 5/5 start. An early second round exit from the World Cup against Sethuraman allowed Harikrishna to enter and tied for first from Gabriel Sargissian and Laurent Fressinet at the Isle of Man International on tiebreak, scoring 7/9. He rounded off the year by scoring an unbeaten 6/9 at the Qatar Masters Open for eleventh place on tiebreak.
In February-March 2016, he participated in IMSA Elite Mind Games held in China. He finished the event placed seventh in the rapid and third in blitz events gaining a staggering 113 points in live ratings to reach the career best rating of 2774 in blitz.

### 2017
У січні 2017 року, набравши 6 очок з 13 можливих (+1-2=10), разом з Войташеком та Андрєйкіним розділив 9-11 місця на турнірі 21-ї категорії, що проходив у Вейк-ан-Зеє.
У липні 2017 року розділив 4-10 місця на третьому етапі серії Гран-Прі ФІДЕ 2017 року, що проходив у Женеві. Його результат 5 очок з 9 можливих (+2-1=6).
У листопаді 2017 року, набравши 5 очок з 9 можливих (+1-0=8), розділив 3-9 місця на четвертому етапі серії Гран-Прі ФІДЕ 2017 року, що проходив у Пальма-де-Майорці. У загальному заліку серії Гран-прі ФІДЕ 2017 року Харікрішна, набравши 151,4 очок посів 11-те місце.

## Командні результати
Харікрішна сім разів представляв національну збірну Індії на шахових олімпіадах, вперше взявши участь коли йому було 14 років і 5. Показав такі результати:
| Олімпіада            | Особистий залік      | Командний залік |
| -------------------- | -------------------- | --------------- |
| Стамбул 2000         | 6,5/11 (27-ме місце) | 8-ме            |
| Блед 2002            | 3,5/10 (102-ге)      | 29-те           |
| Кальвія 2004         | 5,5/11 (62-ге)       | 6-те            |
| Турин 2006           | 8/12 (14-те)         | 30-те           |
| Дрезден 2008         | 6/10 (13-те)         | 16-те           |
| Ханти-Мансійськ 2010 | 6/10 (19-те)         | 18-те           |
| Стамбул 2012         | 5,5/10 (12-те)       | 35-те           |
Також Харікрішна брав участь у Командний чемпіонат світу з шахів|командних чемпіонатах світу, командних чемпіонатах Азії та азійських іграх, і показав там такі результати:
| Змагання                                                  | Особистий залік | Командний залік |
| --------------------------------------------------------- | --------------- | --------------- |
| 13-й командний чемпіонат Азії 2003, Джодхпур (Індія)      | 5/8 (4-те)      | Срібло          |
| 15-ті Азійські ігри 2006, Доха (Катар)                    | 6,5/9 Срібло    | Золото          |
| 3-ті Азійські ігри в приміщенні 2009, Ханой (В'єтнам)     | 4,5/8           | Бронза          |
| 16-й командний чемпіонат Азії 2009, Кольката (Індія)      | 4/6 Бронза      | Золото          |
| 7-й командний чемпіонат світу 2010, Бурса (Туреччина)     | 4/8 (6-те)      | Бронза          |
| 16-ті Азійські ігри 2010, Гуанчжоу (Китай)                | 6/9             | Бронза          |
| 8-й командний чемпіонат світу 2011, Нінбо (Китай)         | 3,5/9 (7-ме)    | 8-ме            |
| 17-й командний чемпіонат Азії 2012, Цзаочжуан (Китай)     | 6/9 (4-те)      | Срібло          |
| 10-й командний чемпіонат світу 2015, Цагкадзор (Вірменія) | 5/9 (4-те)      | 9-те            |

### Other team results
Harikrishna has played for a variety of teams in league events. He played for Baden Baden in three of their title wins from 2007 to 2009.
- Silver medal with chess club Baden-Baden 2008 in European Chess Club Cup, Kallithea, Greece.[70]
- Greek league Champion 2008 and Bronze medal 2013[71] with chess club Kavala.
- Bronze in Russian league 2008 with chess club Elara.[72]
- Spanish Team Chess Championship, 2005, Spain, Team Gold (first board player).
- Silver in Spanish league 2006 with chess club Cuna de Dragones.
- Four Nations Chess League (4NCL), 2006, England, Team Silver.
- Champion of Bosna and Hercegovina with chess club Bosna in 2009.
- Champion of China Chess League 2008/09 with chess club Shangai.
- Spanish Team Chess Championship, November 2012, León, Spain, as a member of C.A. Solvay scored 4½/7 points on the first board; team finished second and qualified for European Club Cup.[73][74]
- Bronze with Chess Club Kavala at Greek team Championship 2014[75] and silver in Greek Chess Cup 2014[76]
- Champion of Turkish Super League 2014 with chess club Istanbul Technical University[77]
- Silver medal with Czech club G-Team Novy Bor and individual gold medal on the 3rd board at the European Chess Club Cup 2014 in Bilbao, Spain[78][79]

From 2012 to 2014, GM Harikrishna played first board for chess club Eppingen in Chess Bundesliga, and he is a member of Spanish chess club Solvay since 2007 (first board). Harikrishna is also the first board for BPCL A team, which has won PSPB Inter Unit Chess Tournaments in 2010 and 2011.

## Зміни рейтингу
| На цьому місці має відображатися графік чи діаграма, однак з технічних причин його відображення наразі вимкнено. Будь ласка, не видаляйте код, який викликає це повідомлення. Розробники вже працюють для того, щоби відновити штатне функціонування цього графіка або діаграми. | |
| | На цьому місці має відображатися графік чи діаграма, однак з технічних причин його відображення наразі вимкнено. Будь ласка, не видаляйте код, який викликає це повідомлення. Розробники вже працюють для того, щоби відновити штатне функціонування цього графіка або діаграми. |

## Інтерв'ю
- «Interview with Grandmaster P Harikrishna», Latest Chess, 20 August 2007.
- «Harikrishna wins Tata Steel Chess Tournament», The Times of India, 30 January 2012.
- «Harikrishna bemoans lack of quality opposition», The Hindu, 8 February 2012.
- «Harikrishna calls for an Indian chess league», The Times of India, 27 March 2014.